# Stephan Engels
Stephan Engels (født 6. september 1960 i Niederkassel, Vesttyskland) er en tidligere tysk fodboldspiller (midtbane) og -træner.
Han spillede udelukkende i hjembyen Köln hos først 1. FC Köln (10 sæsoner) og efterfølgende Fortuna Köln (to sæsoner). Med FC Köln var han med til at vinde ét tyske mesterskab og to DFB-Pokaltitler.
Engels blev desuden noteret for otte kampe for Vesttysklands landshold. Han deltog for tyskerne ved VM i 1982 i Spanien, men sad på bænken hele turneringen da holdet vandt sølv.
Fra 1995 til 1996 var Engels kortvarigt træner for sin gamle klub FC Köln.

## Titler
Bundesligaen
- 1978 med FC Köln

DFB-Pokal
- 1978 og 1983 med FC Köln